# Rete stradale in Italia

## Classificazione

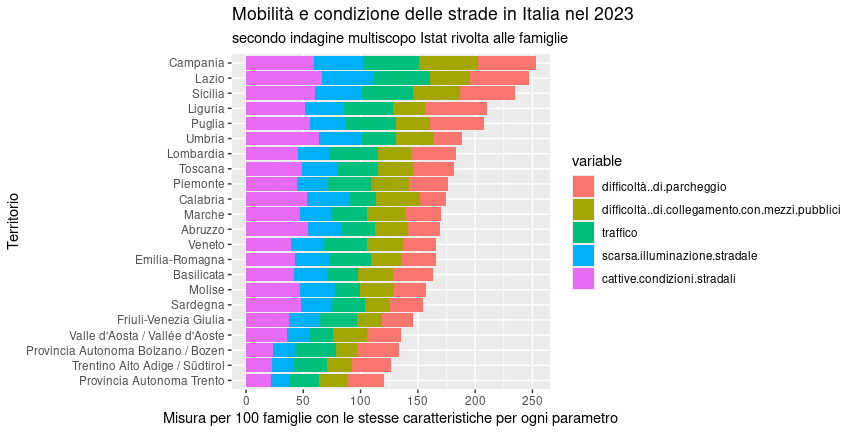
Fonte:[http://dati.istat.it/index.aspx?queryid=24453 Istat

Le strade della rete stradale italiana vengono classificate in ordine gerarchico in base all'importanza. Queste classificazioni vengono definite dal Codice della Strada classificazioni amministrative:
- - Autostrada
- - Strada statale
- - Strada regionale
- - Strada provinciale
- - Strada comunale

Le ultime quattro classificazioni formano la viabilità ordinaria.

### Le autostrade

Segnale di inizio autostrada

Rete autostradale italiana

La rete autostradale è composta al 30 giugno 2014 da 6.757,8 km di strade.
Sono almeno a doppia carreggiata, presentano restrizioni al traffico e sono alla maggioranza soggette al pagamento di pedaggio.
L'inizio e la fine devono essere segnalate da appositi segnali stradali.

### Le strade statali
Le principali arterie italiane della rete della viabilità ordinaria sono le strade statali, dalle quali si diramano altre strade statali e le strade di importanza inferiore. Le strade statali, mantenute da Anas, formano la rete di interesse nazionale e hanno una numerazione unica in tutto lo Stato italiano.
Tuttavia, nel corso degli anni sono state istituite molte strade statali di scarsa importanza. Infatti in seguito al decreto legislativo n. 112 del 1998 molte strade statali sono state declassate ad un rango inferiore, tipicamente strade regionali o strade provinciali. Sono state declassate anche strade statali storicamente di notevole importanza, come la strada statale 11 Padana Superiore, in parte SS e in parte SR.
Questo declassamento fa sì che alcune strade statali si diramino da una strada di rango inferiore. Un esempio è la strada statale 13 Pontebbana che si dirama dalla già citata SR 11.

### Le strade regionali
Il concetto di strada regionale si ha dal 1950 esclusivamente per la Valle d'Aosta, in sostituzione delle strade provinciali poiché non esistono province.
In tutto il resto dell'Italia le prime strade regionali nascono in seguito al decreto legislativo n. 112 del 1998 con il declassamento delle strade statali. Infatti la maggior parte delle SR è composta da strade statali declassate.
Le SR non esistono in tutte le regioni d'Italia.
Da notare che, sebbene il concetto di strada regionale sia presente nel codice della strada, il segnale di identificazione delle strade regionali non è presente nel regolamento di attuazione.

### Le strade provinciali
Le strade provinciali sono gestite dalle province, sebbene siano presenti alcune eccezioni.
Vengono classificate dalle regioni, mentre in passato venivano classificate dal ministero dei lavori pubblici.

### Le strade comunali
Le strade comunali costituiscono principalmente le vie cittadine (ad esempio via del Corso). Esistono casi in cui una strada comunale esce fuori dal centro abitato per unire, ad esempio, frazioni di un comune. In questo caso la strada viene definita strada comunale extraurbana ed ha una numerazione come gli altri tipi di strade, in questo caso del tipo SC 00. L'unica differenza rispetto agli altri tipi di strade è che il riquadro del simbolo è bianco, anziché essere blu.
Nei centri abitati inferiori a 9.999 abitanti una via cittadina può coincidere con una strada statale, regionale o provinciale. In questo caso la via assume sia la numerazione della strada statale e sia il suo nome e la via è di competenza dell'ente che gestisce questa strada.

## Altre classificazioni
Queste classificazioni non sono previste dal codice della strada:
- - Traforo[2]
- - Raccordo autostradale
- - Nuova strada Anas

### I trafori
Questa classificazione è un caso della classificazione di autostrada.
Oggi viene utilizzata per tre gallerie internazionali a pedaggio con una classificazione autonoma.
Sono:
- T1 - traforo del Monte Bianco
- T2 - traforo del Gran San Bernardo
- T4 - traforo stradale del Frejus

In passato esisteva la classificazione di T3 che si riferiva al traforo Bargagli-Ferriere, oggi tratto della strada statale 225 della Val Fontanabuona.

### I raccordi autostradali
I raccordi autostradali sono 17 e sono strade a carreggiata doppia a due corsie per senso di marcia che collegano un'autostrada a una città (o località o aeroporto) non direttamente raggiunta dalla rete autostradale.
I raccordi autostradali possono essere classificati come viabilità autostradale o viabilità ordinaria. Nel primo caso il riquadro è verde, nel secondo caso è blu.

### Le nuove strade Anas
Le NSA sono strade statali che non hanno ancora ricevuto una numerazione definitiva o tratti di strada di una strada statale sostituiti da una variante che ha preso il posto di questo vecchio tracciato.

## Nomenclatura

### Numerazione
Le strade sono contrassegnate da una sigla (A, SS, SR, SP e SC) seguita da un numero. Mentre le strade possono avere anche una denominazione, le autostrade, almeno ufficialmente, non possono averla. Per esempio, l'autostrada A24 è definita ''Strada dei Parchi'', ma questo nome non appare negli atti statali. Fa eccezione la A90, che è ufficialmente denominata ''Grande Raccordo Anulare'', come evincibile anche dalla segnaletica che riporta l'indicazione GRA.
Un'altra particolarità è la strada di grande comunicazione Firenze-Pisa-Livorno che riporta nel riquadro "FI-PI-LI", in luogo della numerazione, nonostante sia classificata come strada regionale.
Alcune volte, è possibile che un itinerario stradale europeo si sovrapponga alla rete stradale italiana; in questo caso la numerazione locale si accompagna a quella europea. Questa è identificata da un riquadro a sfondo verde, anche al di fuori delle autostrade.

### Progressive chilometriche
È possibile identificare precisamente la posizione su una strada facendo riferimento alla progressiva metrica. Questa è calcolata dal punto d'inizio al punto di termine fissati dall'ente gestore, ed è indicata dalla segnaletica verticale.
I segnali di progressiva chilometrica vengono posizionati, uno per ogni chilometro, dal punto di inizio. Ogni 100 metri invece vengono posti i segnali ettometrici.

## Segnaletica
I segnali di indicazione presenti su una strada della viabilità autostradale e quelli usati per avviare ad essa sono tipicamente di colore verde, mentre quelli presenti su una strada della viabilità ordinaria e quelli utilizzati per avviare ad essa sono tipicamente di colore blu (ad eccezione del preavviso di intersezione urbana che è di colore bianco).
Ad esempio:

Galleria in viabilità autostradale
Galleria in viabilità ordinaria

## Classificazioni tecniche
I tratti delle strade della viabilità ordinaria possono avere diverse classificazioni in base alle loro caratteristiche tecniche.
Queste classificazioni, dette classificazioni tecniche, sono importanti poiché i limiti di velocità generali si basano su queste classificazioni.
Non è detto che tutta la strada debba avere la stessa classificazione tecnica, la strada può avere diverse classificazioni tecniche.
Queste classificazioni sono dal 1992:
- Tipo B - strada extraurbana principale
- Tipo C - strada extraurbana secondaria
- Tipo D - strada urbana di scorrimento
- Tipo E - strada urbana di quartiere
- Tipo F - strada locale

Il tipo A è la classificazione tecnica della viabilità autostradale.

### Le strade extraurbane principali

Rete di autostrade (in verde) e di superstrade (in blu) di lunghezza superiore ai 30 km presenti in Italia

Le strade extraurbane principali sono strade assimilabili alle autostrade, infatti sono a doppia carreggiata e presentano le stesse restrizioni al traffico delle autostrade. Devono presentare segnali di inizio e di fine, che sono gli stessi dell'autostrada ma sono di colore blu. Le strade extraurbane principali presentano dei requisiti meno severi rispetto alle autostrade e, tipicamente, non sono a pedaggio; vengono chiamate comunemente superstrade: va tenuto presente, tuttavia, che il termine superstrada non è presente nella legislazione italiana, sicché si tratta di una locuzione non tecnica. A volte la parola superstrada è usata anche per riferirsi impropriamente alle strade extraurbane di tipo C con due carreggiate a due corsie per senso di marcia che non rispettano i requisiti tecnici-costruttivi delle strade di tipo B. Tra le strade extraurbane principali abbiamo:
- SS 1 "Via Aurelia" (alcuni tratti sono classificati come autostrada - altri tratti come extraurbana secondaria)
- SS 16 "Adriatica"
- SS 106 "Jonica" (da Roseto Capo Spulico al confine con la Regione Puglia - dal confine con la regione Puglia a Taranto declassata ad extraurbana secondaria)

### Le strade extraurbane secondarie
Le strade extraurbane secondarie sono le tipiche strade fuori dai centri abitati.
Sono ad unica carreggiata con almeno una corsia per senso di marcia e banchine. Fanno parte della categoria delle extraurbane secondarie anche le strade a doppia carreggiata, quindi le superstrade, che non hanno i requisiti per essere classificate come extraurbane principali.
Talvolta vengono erroneamente incluse in questa categoria le strade locali extraurbane.
Risulta molto comune anche l'espressione atecnica di strada a scorrimento veloce (SSV), che è presente pure nella cartellonistica stradale, sebbene non sia regolamentata dalla legislazione italiana: la locuzione farebbe riferimento alle sole strade extraurbane di tipo C con una sola carreggiata che possiedono un tracciato poco tortuoso e che non sono interessate da intersezioni a raso, ma soltanto da svincoli illuminati con rampe di accelerazione e decelerazione; in pratica, invece, si usa parlare impropriamente di strade a scorrimento veloce anche senza la presenza puntuale di tutti questi requisiti.

### Le strade urbane di scorrimento
Le strade urbane di scorrimento sono strade a carreggiate indipendenti o separate da spartitraffico, ciascuna con almeno due corsie di marcia, ed una eventuale corsia riservata ai mezzi pubblici, banchina pavimentata a destra e marciapiedi, con le eventuali intersezioni a raso semaforizzate; per la sosta sono previste apposite aree o fasce laterali esterne alla carreggiata, entrambe con immissioni ed uscite concentrate.

### Le strade urbane di quartiere
Le strade urbane di quartiere sono strade ad unica carreggiata con almeno due corsie per senso di marcia, con banchina pavimentata e marciapiedi; per la sosta sono previste aree attrezzate con apposita corsia di manovra, esterna alla carreggiata.

### Le strade locali
Le strade locali sono le strade che non rientrano a far parte delle categorie precedenti e possono essere extraurbane o urbane.
Un esempio di strada locale extraurbana è la strada statale 635 del Passo di San Boldo nel famoso tratto delle gallerie, dove c'è un'unica corsia a senso unico alternato. Invece un esempio di strada locale urbana è una strada senza marciapiede o una via a senso unico.

## Limiti di velocità
- Autostrada - 130 km/h
- Strada extraurbana principale - 110 km/h
- Strada extraurbana secondaria/locale extraurbana - 90 km/h
- Strada urbana/locale urbana - 50 km/h[3]